# رودن
رَوْدَن (الاسم العلمي: Fusus)، جنس حلزونات بحرية تبلغ أحجامها بين الصغيرة والكبيرة، من الرخويات بطنيات القدم البحرية وتنتمي إلى فصيلة التيجنيات.